# Керчик (річка)
Керчик (також Мокрий Керчик) — річка в Ростовській області Росії, права й друга за величиною (після Тузлової) притока Аксая (рукав Дону). Довжина 64 км, площа водозбірного басейну 652 км².
Річка має характер великої степової балки з незначною течією води й невеликими окремими розширеннями плес. Керчик несе велику масу зваженого матеріалу. Виноси наносів Керчика сильно замуляють верхню частину Аксая й збільшують її хвилястість.

## Течія
Річка бере початок на південному схилі Донецького кряжа, на південь від станції Керчик. Спочатку тече на південь. Нижче хутора Керчик-Савров повертає на південний захід. Навпроти селища Атлантово приймає праву притоку — річку Бургусту. Поблизу селища Мокрий Керчик приймає спочатку лівий приплив — Мокрий Лог, а потім праву й найбільшу притоку — Сухий Керчик. Нижче Мокрого Керчика повертає на південь. Нижче хутора Миколаївка приймає ліву притоку — балку Озерки. Нижче Керчицького селища приймає ліву притоку — балку Перший Лог. Впадає в річку Аксай (рукав) в 77 км від її гирла й у 1,8 км від відділення рукава від Дону, в 5,8 км на південний захід від Меліховської станиці.
Річка тече території Октябрського та Усть-Донецького районів Ростовської області.

## Притоки
- балка Перший Лог (л)
- балка Озерки (л)
- 36 км: Мокрий Лог (л)
- 36,1 км: Сухий Керчик (п)
- 52 км: Бургуста (п)

## Населені пункти
- х. Керчик-Савров
- сел. Атлантово
- сел. Мокрий Керчик
- х. Миколаївка
- сел. Нижньодонський
- х. Ісаєвський
- сел. Керчицький

## Назва
Від річки отримали назви наступні об'єкти: станція Керчик, селище Керчицький, Керчицьке сільське поселення, хутір Керчик-Савров (перша частина назви), селище Мокрий Керчик.

## Топографічні карти
- Аркуш карти L-37-10 Нижнекундрюченская. Масштаб: 1 : 100 000. (рос.) Зазначити дату випуску/стану місцевості.
- Аркуш карти L-37-22 Семикаракорск. Масштаб: 1 : 100 000. (рос.) Зазначити дату випуску/стану місцевості.
- Аркуш карти L-37-21 Новочеркасск. Масштаб: 1 : 100 000. (рос.) Зазначити дату випуску/стану місцевості.